# Harrells
Harrells is een plaats (town) in de Amerikaanse staat North Carolina, en valt bestuurlijk gezien onder Duplin County en Sampson County.

## Demografie
Bij de volkstelling in 2000 werd het aantal inwoners vastgesteld op 187.
In 2006 is het aantal inwoners door het United States Census Bureau geschat op 213, een stijging van 26 (13,9%).

## Geografie
Volgens het United States Census Bureau beslaat de plaats een oppervlakte van
8,2 km², geheel bestaande uit land. Harrells ligt op ongeveer 25 m boven zeeniveau.

## Plaatsen in de nabije omgeving
De onderstaande figuur toont nabijgelegen plaatsen in een straal van 20 km rond Harrells.